# Mujer de Huldremose

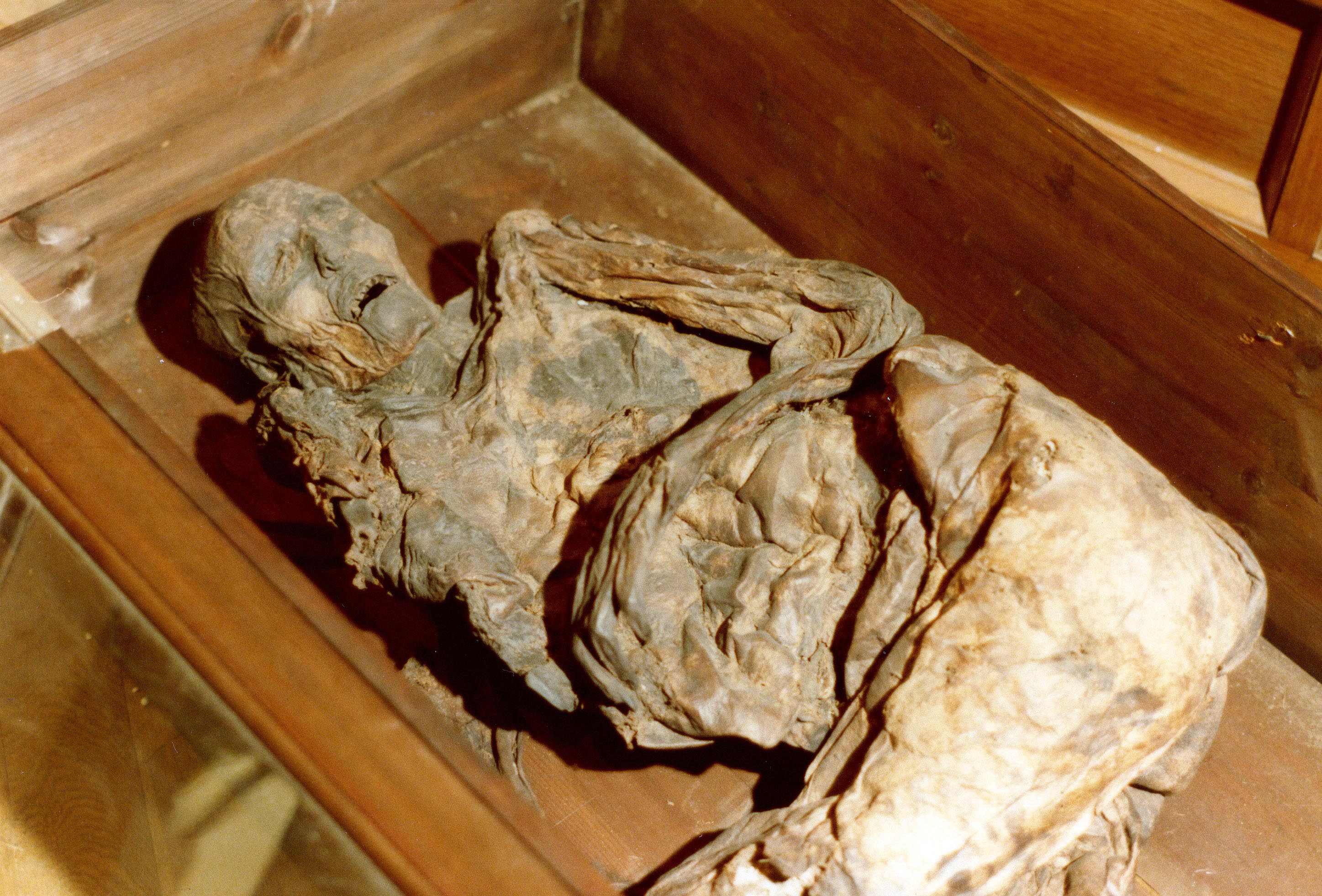
Mujer de Huldremose.

La Mujer de Huldremose es el cadáver momificado de una mujer que data aproximadamente del siglo I a. C. y que se cree que pertenecía a alguno de los pueblos escandinavos, en plena Edad del Hierro.

## Descubrimiento
El cuerpo fue descubierto en 1879 por un trabajador de la pequeña localidad de Huldremose, que se encontró con el cuerpo en una turbera pantanosa cuando se disponía a extraer carbón de la misma, en la pequeña península de Djursland perteneciente a la gran península de Jutland, Dinamarca.

## Características
- Momificación natural.
- Causa de la muerte: desangrada debido a la amputación del brazo derecho y por cortes por todo el resto del cuerpo, en lo que podría considerarse una ofrenda a alguna deidad de los pantanos.
- La mujer tenía 40 años aprox.
- Medía 1,60 metros de altura.
- El cuerpo estaba cubierto por una capa doble de piel de oveja y una falda de lana con cuadros.
- Se encontraron semillas y restos de carne de animales en el interior de su estómago, en la que fue su última ingesta antes de fallecer.

## Conservación
La Mujer de Huldremose se encontró en un buen estado de conservación a causa de la protección natural que le otorgó el hecho de haber quedado enterrada dentro de una turbera. 
El cuerpo se encuentra en el Museo Nacional de Dinamarca.